# Kanton Château-Gontier-Ouest
Château-Gontier-Ouest is een voormalig kanton van het Franse departement Mayenne. Het kanton maakte deel uit van het arrondissement Château-Gontier. Het werd opgeheven bij decreet van 21 februari 2014 met uitwerking op 22 maart 2015.

## Gemeenten
Het kanton Château-Gontier-Ouest omvatte de volgende gemeenten:
- Ampoigné
- Château-Gontier (deels, hoofdplaats)
- Chemazé
- Houssay
- Laigné
- Loigné-sur-Mayenne
- Marigné-Peuton
- Origné
- Saint-Sulpice